# Centre militaire de formation professionnelle
Le Centre militaire de formation professionnelle (CMFP) est un centre de formation unique au service de la Défense, installé à Fontenay-le-Comte (Vendée) depuis 1958 et consacré à la transition professionnelle des militaires. Il fait partie intégrante de Défense mobilité depuis le 1er janvier 2011. Il est le gardien des traditions du 137e régiment d'infanterie de ligne.

## Articles connexes

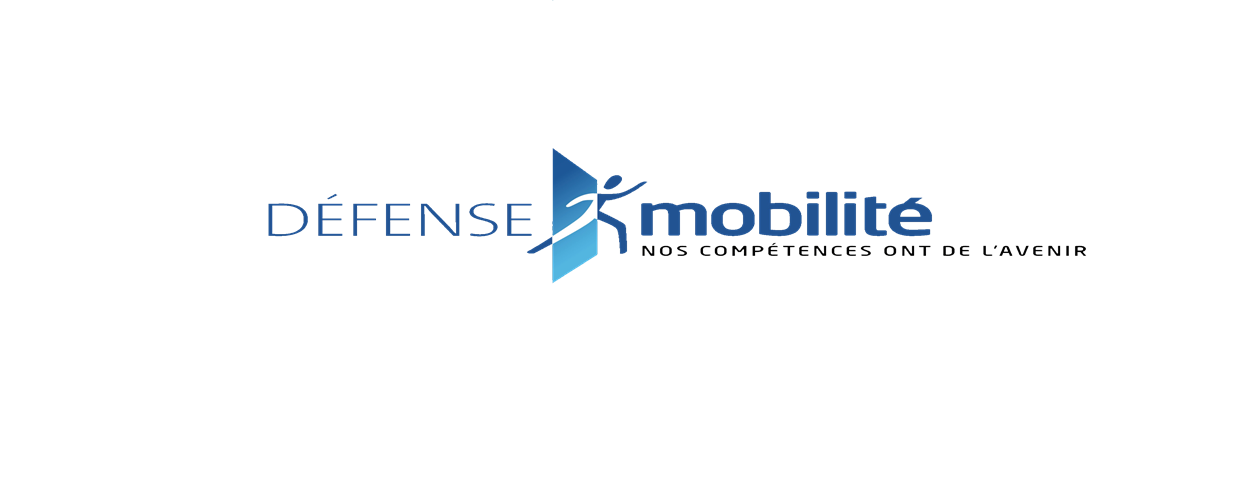
[http://www.defense-mobilite.fr/ Défense mobilité